# 采样率
采样率（也称为采样速度或者采样频率）定义了每秒从连续信号中提取并组成离散信号的采样个数，它用赫兹（Hz）来表示。采样频率的倒数叫作采样周期或采样时间，它是采样之间的时间间隔。注意不要将采样率与比特率（bit rate，亦称“位元率”）相混淆。
采样频率只能用于周期性采样的采样器，对于非周期性采样的采样器没有规则限制。
采样频率的常用的表示符号是{\displaystyle f_{s}\,}。

## 采样定理
采样定理表明采样频率必须大于被采样信号带宽的两倍，另外一种等同的说法是奈奎斯特频率必须大于被采样信号的带宽。
如果信号的带宽是100Hz，那么为了避免混叠现象采样频率必须大于200Hz。
换句话说就是采样频率必须至少是信号中最大频率分量频率的两倍，否则就不能从信号采样中恢复原始信号。

## 过采样
在有些情况下，人们希望采样频率超出信号带宽的两倍这样就可以用数字滤波器替换性能不好的模拟抗混叠滤波器，这个过程称为过采样。

## 视频系统
在模拟视频中，采样率定义为帧频和场频，而不是概念上的像素时钟。图像采样频率是传感器积分周期的循环速度。由于积分周期远远小于重复所需时间，采样频率可能与采样时间的倒数不同。
- 50 Hz - PAL视频
- 60 / 1.001 Hz - NTSC视频

当模拟视频转换为数字视频的时候，出现另外一种不同的采样过程，这次是使用像素频率。一些常见的像素采样率有：
- 13.5 MHz - CCIR 601、D1 video

高频luminance成分的混淆现象作为moiré pattern出现。

## 音频
在數位音訊领域，常用的采样率有：
- 8,000 Hz - 电话所用采样率，对于人的说话已经足够
- 11,025 Hz
- 22,050 Hz - 无线电广播所用采样率
- 32,000 Hz - miniDV数码视频camcorder、DAT（LP mode）所用采样率
- 44,100 Hz - 音频CD，也常用于MPEG-1音频（VCD、SVCD、MP3）所用采样率
- 47,250 Hz - Nippon Columbia（Denon）开发的世界上第一个商用PCM录音机所用采样率
- 48,000 Hz - miniDV、数字电视、DVD、DAT、电影和专业音频所用的数字声音所用采样率
- 50,000 Hz - 二十世纪七十年代后期出现的3M和Soundstream开发的第一款商用数字录音机所用采样率
- 50,400 Hz - 三菱X-80数字录音机所用所用采样率
- 96,000或者192,000 Hz - DVD-Audio、一些LPCM DVD音轨、Blu-ray Disc（藍光光碟）音轨、和HD-DVD（高清晰度DVD）音轨所用所用采样率
- 2.8224 MHz - SACD、索尼和飞利浦联合开发的称为Direct Stream Digital的1位sigma-delta modulation过程所用采样率。